# 裸芸人
裸芸人（はだかげいにん）とは、上半身裸の状態で芸をする日本のお笑い芸人の通称である。

## 概要
「裸芸人」という呼称の発生、ならびに登場時期は不明だが、テレビで肉体美を披露することで人気を集めた芸能人は森永「エンゼルパイ」のCMで一世を風靡した「ムキムキマン」にまで遡ることが出来る。当初はお笑いの一形態ではなく、鍛え上げられた肉体を自慢する「肉体派タレント」としての意味合いがあった。
芸能のひとつとして服を脱ぐという行為自体は古来の日本からあり、日本神話のアメノウズメなどにルーツを見出すことが出来る。衣服を着用した中で肌を露出するという行為の特異性が笑いにつながることが知られている。
常に人の前で肉体を披露するという性質上、多くはスポーツジムに通うなどして体型の維持に努めている。逆にたるんだ肉体を笑いにつなげる芸人もいる。
その芸風ゆえに倫理的な問題をはらむことも多く、公開収録など不特定多数の前でネタを行う場合、陰部が露出するアクシデントを未然に防ぐためにあらかじめ下着等を身につけることがある。ただしアクシデントそのものを笑いにつなげる傾向の芸人の場合、そうした措置を取らずにあえて全裸で挑むケースもまま見受けられる。
YouTube等の動画投稿サイトではたとえ男性の上半身裸姿であっても、人工知能で裸が映っていると判定された動画については（収益を得ようとしている動画については）広告審査から除外されたり、動画や投稿者アカウントが削除されたりするなどのペナルティを受けることがあるため、これらの裸芸人がYouTubeに出演する時は裸姿になることはあまりなく、江頭2:50のように裸になる場合であっても（裸の基準とされる）乳首を隠して出演するなど対応している。

## 主な裸芸人
- たけし軍団：たけし軍団で裸、と言えば井手らっきょが代表。井手以外の他の軍団員も番組によっては脱ぐことがある。『北野ファンクラブ』の初期は毎回全裸企画があったほど。また師匠のビートたけしも過去にいくつかの番組で裸を披露した。
- エスパー伊東：上半身裸に10分丈のスパッツ姿で数々の芸を行う。
- 江頭2:50：通常は10分丈のスパッツを穿いているが、それすらも脱ぎ捨てて「暴走」することが多い。
- ダチョウ倶楽部：メンバー全員が裸芸を行うが、特に上島竜兵がその役割を負わされるケースがほとんど。
- 団長安田（安田大サーカス）：ネタの締めに赤いふんどし姿になる。
- モリマン：女性ながら下半身露出など過激なネタを行っていた。
- たむらけんじ：白いふんどしにサングラスと獅子舞姿、そして腹に書いた種々の文字がトレードマーク。ただし、関西圏のローカル番組では普通の服装での出演が多い他、全国ネット番組では普通の服装でサングラスを装着する場合がある。
- 島木譲二：上半身だけ裸になる「パチパチパンチ」のネタで有名。
- 吉田裕：吉本新喜劇の劇中、すっちーとのコンビで上半身裸にさせられてする「乳首ドリル」というネタがある。
- なかやまきんに君：常に半裸かタンクトップ姿で、これにサスペンダーつきズボンなどの衣装が多い。ボディビルを直接ネタに取り入れている。
- レイザーラモンHG：プロレスと格闘技の違い、ボディビルとベストボディの違いなどのネタ中に裸になる。
- 小島よしお：パンツ一丁という格好で、「そんなの関係ねぇ」や「はい、オッパッピー」と連呼するギャグを持つ。逆に普通に洋服を着て番組に登場しそれをネタにすることもある。
- ヒッキー北風：何枚も重ね穿きしたブリーフをめくって物語を進めて笑いを取る芸が有名。
- インポッシブル：見えない虫と闘うシリーズで上半身裸になるネタがある。
- 西口プロレス：長州小力やアントニオ小猪木などのお笑いプロレスを行っている。
- 庄司智春（品川庄司）：筋トレを趣味としており、上半身を披露することが多い。常に裸というわけではなく、近年は、嫁の名前を叫ぶギャグを披露する方が多い。
- とにかく明るい安村：パンツ一丁で様々なシチュエーションにおける「全裸に見えるポーズ」を披露し、その後「安心してください、穿いてますよ」と穿いている事をアピールする。
- 伊藤宏樹：元プロサッカー選手。現川崎フロンターレクラブスタッフ。クラブのプロモーション活動の一環で上半身裸になる機会が非常に多い。
- アキラ100%：全裸で、股間を銀の丸いお盆1枚で隠しつつ一人コントを行う。盆を左右交互に手で押さえたり持ち替えたり裏返し、素早くしゃがんだり横歩きしたりなどをする。
- 戦艦蓮見。（ギャルズ）：全裸で股間に広げた新聞紙をあてがい、その新聞紙を落とさないようにひたすら走り回る「止まれない男」というネタがある。
- ハリウッドザコシショウ：モノマネのネタをやる時には、テンガロンハットに黒いレスラーパンツという格好になる。
- けんじる ：2013年までフクロトジというコンビで活動していたが、ピン芸人としてはパンツ食いこみ芸が持ちネタとなっている。
- アントキの猪木：マセキ芸能社所属のピン芸人。パンツ姿にタオルを掛けて現れ、「現金ですか」と応答した後、「現金ですよ」と調整することがある。猪木本人と同様にビンタを行う。
- ウエスP：裸で布切れ一枚使った【世界一危険なテーブルクロス引き】芸で海外メディアから出演依頼が殺到した。
- チャーミングじろうちゃん（チャーミング）：全裸になり男性器を陰嚢で隠し、女性器の形状を表現する「女形」というギャグ。
- ウォロディミル・ゼレンスキー：コメディアンとして活動していたときにバラエティ番組の舞台上で下半身の衣服を脱ぎ、自身の陰茎を用いてピアノを演奏する芸を披露したことがある。[1]
- ゆんぼだんぷ：コンビでお互いの腹を打ち付け合い、様々な音を鳴らす芸をする。
- 野田クリスタル（マヂカルラブリー）：